# Stade de Port-Gentil
Das Stade de Port-Gentil ist ein Fußballstadion in der gabunischen Stadt Port-Gentil, Provinz Ogooué-Maritime, an der Westspitze des Landes. Die Spielstätte bietet 20.020 überdachte Plätze. Das Stadion ist der Mittelpunkt eines Komplexes mit einer Leichtathletikanlage, Tennisplätzen und weiteren Trainingsplätzen.

## Geschichte
Bei der Grundsteinlegung war neben Staatspräsident Ali-Ben Bongo Ondimba auch Lionel Messi anwesend, der auch einen Stein legte. Der Bau begann am 18. Juli 2015. Entworfen und gebaut wurde es von der China State Construction Engineering (CSCEC). Der 42,7 Mrd. XAF (rund 65,1 Mio. €) teure Neubau war einer von vier Austragungsorte des Afrika-Cup 2017 und wurde erst zehn Tage vor dem Turnier übergeben und eröffnet. Die Westtribüne beherbergt 22 Logen. Die Nordtribüne ist mit einem Hotel mit 26 Zimmern und Blick auf das Spielfeld ausgestattet. Die Kunststoffsitze auf den vier Rängen sind in den Blöcken in den Landesfarben Grün, Gelb und Blau gestaltet. Die offene Fassade stellt ein goldfarbenes Geflecht aus waagerechten Verbindungen dar. Dies dient u. a. der Belüftung des Stadions.

## Spiele des Afrika-Cup 2017 in Port-Gentil
- 17. Jan. 2017, Gruppe D:  Ghana –  Uganda 1:0 (1:0)
- 17. Jan. 2017, Gruppe D:  Mali –  Ägypten 0:0
- 21. Jan. 2017, Gruppe D:  Ghana –  Mali 1:0 (1:0)
- 21. Jan. 2017, Gruppe D:  Ägypten –  Uganda 1:0 (0:0)
- 24. Jan. 2017, Gruppe C:  Togo –  Demokratische Republik Kongo 1:3 (0:1)
- 25. Jan. 2017, Gruppe D:  Ägypten –  Ghana 1:0 (1:0)
- 29. Jan. 2017, Viertelfinale:   Ägypten –  Marokko 1:0 (0:0)
- 04. Feb. 2017, Spiel um Platz 3:   Burkina Faso –  Ghana 1:0 (0:0)